# Liste der australischen Botschafter in Osttimor

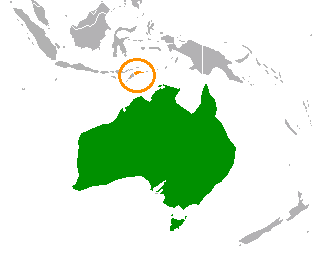
Australien (grün) und Osttimor (orange)

Die Botschaft Australiens in Osttimor befindet sich in der Avenida Nicolau Lobato der Landeshauptstadt Dili.

## Hintergrund

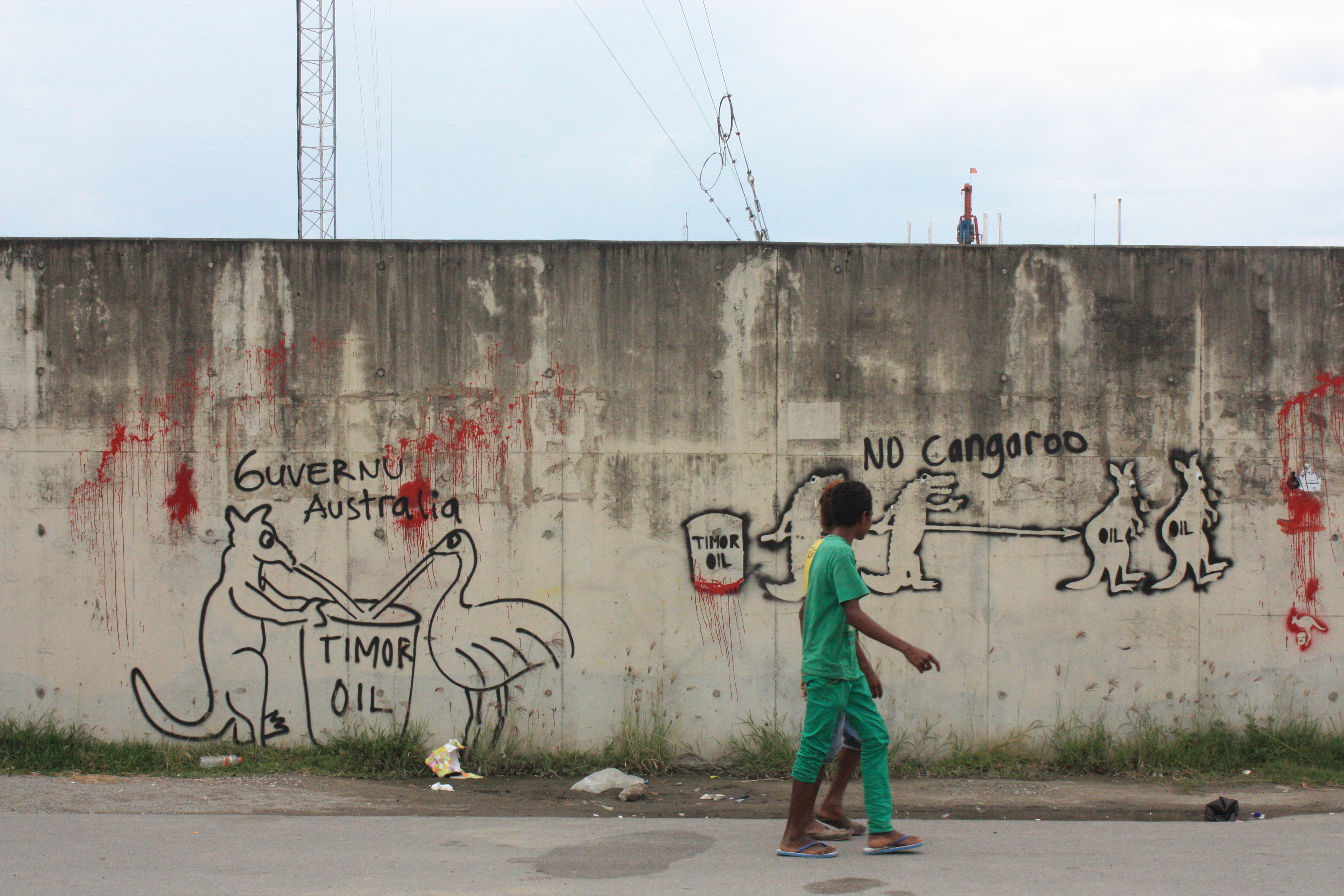
Graffiti an der Außenmauer der australischen Botschaft in Dili

Vor dem Zweiten Weltkrieg vertrat ein Konsul Großbritannien und Australien in Portugiesisch-Timor. David Ross, der bereits seit April 1941 als Fluglinienvertreter für Qantas in Dili lebte, wurde am 10. Dezember 1941 offiziell als Konsul von der Regierung Portugals angenommen. Es war die britische Reaktion auf die Entsendung eines Konsuls aus Japan nach Dili, das Hauptstadt der damaligen portugiesischen Kolonie war. Ross erlebte die japanische Invasion 1942 mit, konnte später aber nach Australien entkommen.
Am 26. Januar 1946 entsandte Australien mit Charles Eaton einen neuen Konsul nach Dili. Er wurde im Oktober 1949 durch Henry Douglas Doug White ersetzt, der bis Juni 1950 blieb. Erst im Januar 1951 traf ein Vize-Konsul als neuer Repräsentant Australiens in Dili ein. Das Konsulat wurde 1971 geschlossen. Verhandlungen wurden nun direkt mit der Kolonialmacht Portugal geführt, später mit der Besatzungsmacht Indonesien.
Mit James Batley wurde 1999 ein Senior Diplomatic Representative nach Dili entsandt. Als Osttimor am 20. Mai 2002 in die Unabhängigkeit entlassen wurde, wurde Batley der erste Botschafter Australiens in Osttimor.

## Liste der Konsule

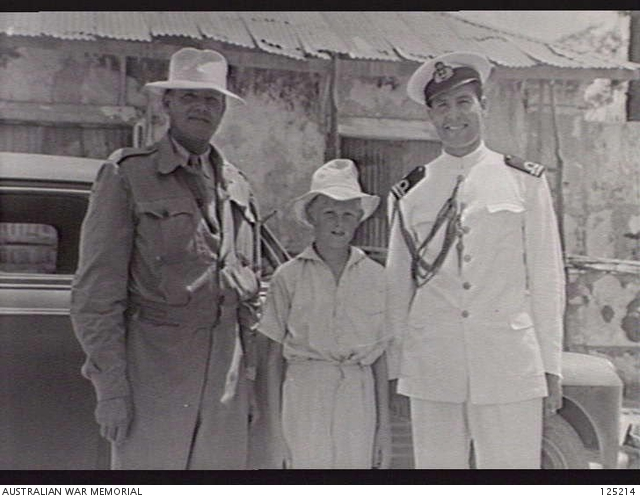
Konsul Charles Eaton mit seinem Sohn bei seiner Ankunft in Dili 1946 mit Gouverneur Óscar Freire de Vasconcelos Ruas

| Name                   | Amtszeit                                    | Bemerkungen |
| ---------------------- | ------------------------------------------- | ----------- |
| David Ross             | 10. Dezember 1941 – 1942 (Einmarsch Japans) |             |
| Charles Eaton          | 1. Januar 1946–18. Oktober 1947             | [ 3 ]       |
| Henry Douglas White    | 18. Oktober 1947–24. Juni 1950              | [ 3 ]       |
| N. Elliot              | 7. Januar 1951–26. Februar 1952             | Vize-Konsul |
| Francis Whittaker      | 4. November 1953–27. November 1959          | [ 3 ]       |
| W.A. Luscombe          | 27. November 1959–24. Januar 1962           | [ 3 ]       |
| James Dunn             | 24. Januar 1962–12. August 1964             | [ 3 ]       |
| D.W. Milton            | 12. August 1964–16. Dezember 1965           | amtsführend |
| John Colquhoun-Denvers | 16. Dezember 1965–27. November 196          | [ 3 ]       |
| Max Berman             | 27. November 1968–20. Januar 1970           | [ 3 ]       |
| G.W. Shannon           | 20. Januar 1970–14. Januar 1971             | [ 3 ]       |
| D.W. Milton            | 14. Januar 1971–31. August 1971             | [ 3 ]       |

## Liste der Botschafter
| Bild | Name             | Amtszeit    | Bemerkungen |
| ---- | ---------------- | ----------- | --- |
|      | James Batley     | (1999)–2002 | Diente ab 8. Juni 1999 als Senior Diplomatic Representative Australiens in Dili, als Osttimor unter der Verwaltung der Vereinten Nationen stand. Ab 2002 war er der erste Botschafter Australiens bei der Demokratischen Republik Osttimor. |
|      | Paul Foley       | 2002–2004   | |
|      | Margaret Twomey  | 2004–2008   | |
|      | Peter Heyward    | 2008–2010   | |
|      | Miles Armitage   | 2011–2014   | |
|      | Peter Doyle      | 2014–2018   | Akkreditierung: 24. Februar 2014 |
|      | Peter Roberts    | 2018–2021   | Ernannt am 4. Januar 2018; Akkreditierung: 22. Februar 2018 |
|      | William Costello | 2022–2023   | Ernannt am 20. Dezember 2021; Akkreditierung: 25. Februar 2022 |
|      | Caitlin Wilson   | seit 2023   | Akkreditierung: 20. Dezember 2023 |